# Hapoel Tel Aviv Football Club 2012-2013

## Rosa
| N. |                    | Ruolo | Calciatore             |
| -- | ------------------ | ----- | ---------------------- |
| 1  | Israele (bandiera) | P     | Boris Klaiman          |
| 3  | Israele (bandiera) | C     | Nir Laks               |
| 4  | Israele (bandiera) | D     | Mor Shushan            |
| 5  | Israele (bandiera) | C     | Hanan Maman            |
| 6  | Israele (bandiera) | D     | Tomer Ben Yosef        |
| 7  | Israele (bandiera) | D     | Eliran Danin           |
| 8  | Israele (bandiera) | A     | Eden Shrem             |
| 9  | Israele (bandiera) | A     | Victor Merey           |
| 10 | Israele (bandiera) | D     | Walid Badir (capitano) |
| 11 | Israele (bandiera) | C     | Elroy Cohen            |
| 12 | Israele (bandiera) | A     | Tal Ben Haim           |
| 14 | Israele (bandiera) | C     | Gil Vermouth           |
| 15 | Israele (bandiera) | C     | Salim Tuama            |
| 16 | Israele (bandiera) | A     | Omer Damari            |

| N. |                       | Ruolo | Calciatore         |
| -- | --------------------- | ----- | ------------------ |
| 17 | Israele (bandiera)    | D     | Ze'ev Haimovich    |
| 18 | Israele (bandiera)    | C     | Shay Abutbul       |
| 19 | Camerun (bandiera)    | C     | Eric Djemba-Djemba |
| 20 | Israele (bandiera)    | D     | Yigal Antebi       |
| 21 | Israele (bandiera)    | C     | Roei Gordana       |
| 22 | Israele (bandiera)    | P     | Ariel Talias       |
| 23 | Israele (bandiera)    | C     | Yaniv Levi         |
| 24 | Montenegro (bandiera) | D     | Savo Pavićević     |
| 27 | Israele (bandiera)    | D     | Kfir Eizenstein    |
| 29 | Israele (bandiera)    | D     | I'yad Hutba        |
| 30 | Armenia (bandiera)    | P     | Apoula Edel        |
| 44 | Ghana (bandiera)      | D     | John Paintsil      |
| 55 | Serbia (bandiera)     | D     | Nikola Petković    |
| 99 | Israele (bandiera)    | A     | Toto Tamuz         |